# Mukigende
Mukigende är ett vattendrag i Burundi.   Det ligger i provinsen Muyinga, i den norra delen av landet, 110 km nordost om huvudstaden Bujumbura.
Omgivningarna runt Mukigende är en mosaik av jordbruksmark och naturlig växtlighet. Runt Mukigende är det ganska tätbefolkat, med 230 invånare per kvadratkilometer.